# Зоря (Лобановський сільський округ)
Зоря́ (каз. Заря) — село у складі Айиртауського району Північноказахстанської області Казахстану. Входить до складу Лобановського сільського округу.
Населення — 136 осіб (2021; 236 у 2009, 300 у 1999, 310 у 1989).
Національний склад станом на 1989 рік:
- росіяни — 57 %
- німці — 24 %.